# Sudetendeutscher Platz (Wiener Neustadt)

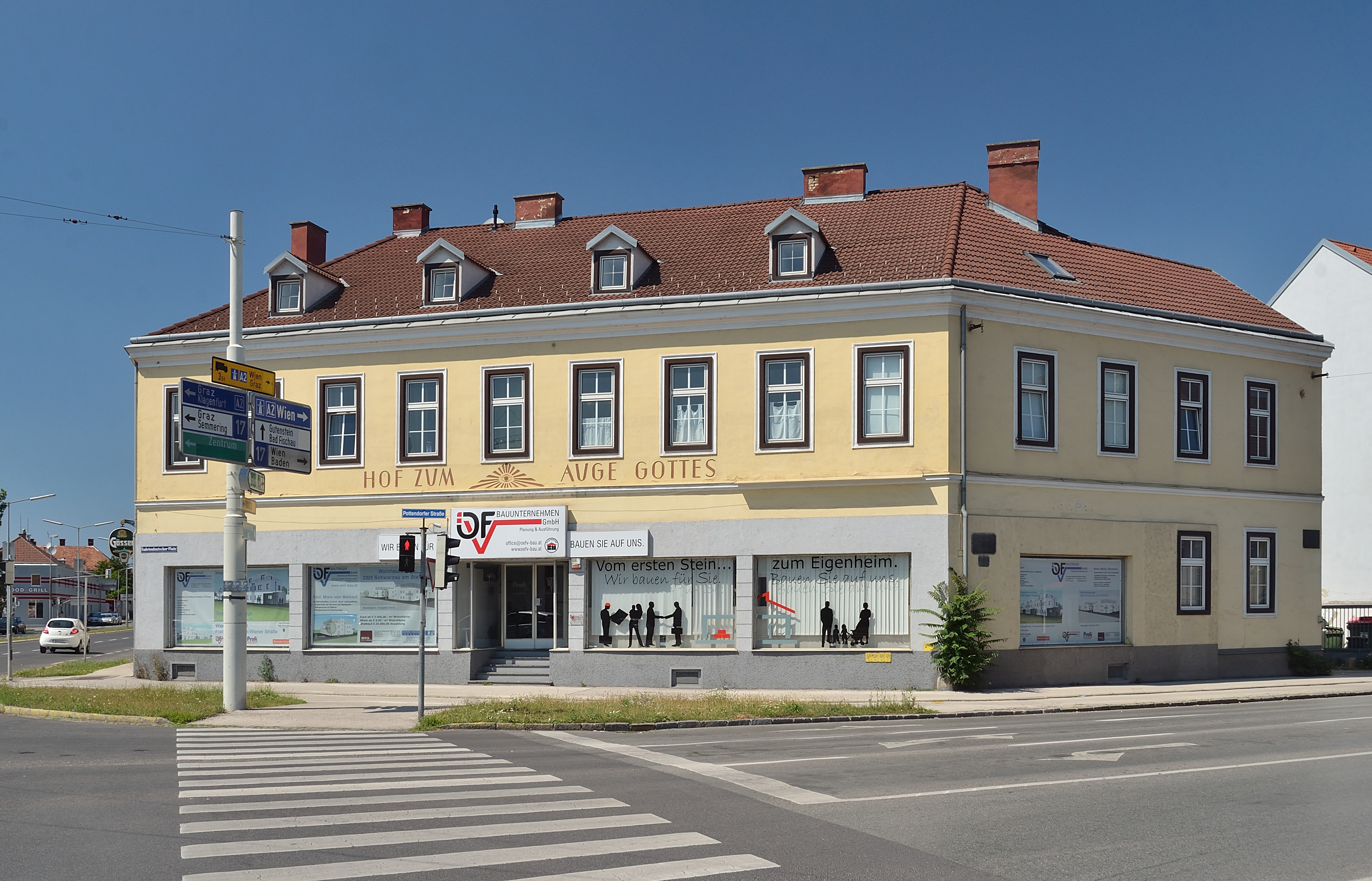
Hof zum Auge Gottes

Der Sudetendeutsche Platz, ehemals Kreuzung Auge Gottes, befindet sich an einer Straßenkreuzung in Wiener Neustadt in Niederösterreich.

## Lage
Der Sudetendeutsche Platz liegt nördlich der Innenstadt von Wiener Neustadt am Rande der Josephsstadt. Folgende Straßen werden mit dem Platz angebunden: 
- Wiener Straße (einspurig, Einbahnstraße vom Auge Gottes in Richtung Innenstadt wegführend)
- Grazer Straße (B17, B54 vierspurig in Richtung Süden)
- Pottendorfer Straße (B60, zweispurig in Richtung Osten)
- Wiener Straße (B17, vierspurig in Richtung Norden)
- Fischauer Gasse (zweispurig in Richtung Westen)

## Geschichte
Der Ursprung des Namens „Auge Gottes“ für diese Kreuzung ist umstritten. Allgemein ist in Österreich die Bezeichnung .„Auge Gottes“ für eine Straßenkreuzung in Dreiecksform nicht ungewöhnlich An das Auge Gottes schließt sich zwischen der Wiener Straße und der Grazer Straße auch der Freiheitspark an, wo sich das Widerstandsdenkmal und das Schutträumerdenkmal befinden.
Nach 1945 wurde der Kreuzungsbereich als Sudetendeutscher Platz gewidmet, und in einem platzartigen Bereich wurde 1983 der Raiffeisen-Brunnen errichtet.

## Verkehr
Die Kreuzung gehört zu den am stärksten befahrenen Kreuzungen von Wiener Neustadt und mithin auch zu den gefährlichsten Kreuzungen im Stadtgebiet. 
An der Autobushaltestelle Auge Gottes in der Grazer Straße halten die Stadtbusse der Linien 1A und 1B, 3, 7 und 8 der Stadtwerke Wiener Neustadt sowie einige Regionalbuslinien.